# Carlo Quartucci
Carlo Quartucci (* 29. November 1938 in Messina; † 31. Dezember 2019 in Rom) war ein italienischer Regisseur, Schauspieler und Bühnenbildner.
Mit dem Werk „Penthesilea-Aubade“ nach Heinrich von Kleist wurde Carlo Quartucci 1987 zur documenta 8 in Kassel eingeladen. 2009 war er Teilnehmer der Ausstellung „The death of the audience“, die von Kurator Pierre Bal-Blanc in der Wiener Secession organisiert wurde.